# Safir
En safir (græsk: σάπφειρος, tr. sappheiros, dansk: blå sten) er et mineral, der ofte anvendes som smykkesten. En safir er en gennemsigtig ikke-rød varietet af mineralet korund, som er en aluminiumoxid (α-Al2O3). Rødt korund kaldes rubin. Blå er den kostbareste farve safirer, men de findes naturligt i mange farvevarianter. Spormængder af grundstofferne jern, titan og krom giver blå, hvide, gule, pink, lilla, orange og grønne farver.
Safirer er naturligt forekommende og kan findes i sedimenter, hvor de er mindre udsat for erosion end blødere stenarter eller i strata. Men de kan også fremstilles kunstigt til industriel eller dekorativ brug. På grund af safirers (og andre aluminiumoxiders) særlige hårdhed bruges de i ikke-dekorativ sammenhæng, herunder som infrarøde optiske komponenter (som i titan-safir-lasere) eller vinduesmateriale med høj brudstyrke i videnskabeligt udstyr, bevægelseslejer og krystaller til brug i armbåndsure samt ekstremt tynde skiver isolerende substrater brugt i elektronik (især i integrerede kredsløb). Safirer anvendes i grammofon-pickupper på grund af deres hårdhed.

## Særlige egenskaber
Som alle korunder krystalliserer safir også i et trigonalt krystalsystem med den kemiske formel Al2O3. Den udvikler overvejende dobbeltsidigt tilspidsede, sekssidede pyramidale og prismatiske krystaller. Ligeledes typisk for korund er den kemiske bestandighed; safirer er uopløselige i vand og syre og smelter først ved en temperatur på 2040 °C.

## Naturlige safirer
|  | Eftersyn Dette afsnit bør gennemlæses af en person med fagkendskab for at sikre den faglige korrekthed. Dette afsnit er alene sprogligt oversat; det er således ikke sikkert at terminologien er faktuelt korrekt. |

Safirer er den ene af to eller tre varieteter af korund. Den anden væsentlige variant er den røde eller mørke pink rubin. Selv om blå er den kendteste farve, findes safirer i alle andre farver end rød. De findes også farveløse og i nuancer af grå eller sort.
Prisen for naturlige safirer afhænger af farve, klarhed, størrelse, slibning og kvalitet. Og af findested . Der findes betydelige depoter af safirer i det østlige Australien, Thailand, Sri Lanka, Madagaskar, Østafrika. Samt enkelte steder i Nordamerika som i Gem Mountain (eng: "ædelstensbjerget") eller i eller nær Missouri River og regionen omkring Helena, Montana. Safirer og rubiner findes ofte sammen, selv om den ene vanligvis dominerer. Safirer findes også ved minedrift i Kashmir, Myanmar (Burma), Pakistan, Afghanistan, Indien, Tanzania og Kenya.
Ædelstens farve opdeles i tre komponenter: skær, farverighed og tone. Skæret regnes almindeligvis som stenens "farve". Farverighed angiver, hvor levende eller farverigt skæret er, mens tonen beskriver, hvor lyst eller mørkt skæret er. Blå safirer findes i forskellige blandinger af den primære blå og de sekundære skær, forskellige toner (nuancer) og forskellige dybder af farve.

### Blå safirer
Blå safirer bedømmes på renheden af deres primære skær. Violet og grøn er de mest almindelige sekundære farver i blå safirer. Violet kan bidrage til farvens overordnede skønhed, mens grøn er negativ. Blå safirer med op til 15% violet anses for at være af høj kvalitet. Blå safirer med grønne undertoner, uanset styrken af den grønne farve, anses ikke for at være af god kvalitet. Grå er den almindelige modificerende nuance i blå safirer; den reducerer farverigheden eller lyset i skæret og har således en markant negativ effekt.
En fin blå safirs farve er levende, mellem-mørk violet til blå. Den blå udgør mindst 85% og det sekundære skær overstiger ikke 15% og er uden spor af grøn eller grå maskering.

### Safirer i andre farver
Gule og grønne safirer hører til de almindeligt fundne. Pink safirer bliver dybere i farven når kvantiteten af krom øges. En dybere pink farve øger stenens salgsværdi, så længe farven går mod rubinens røde.
Safirer optræder i brune eller orange nuancer. Farveløse safirer anvendes undertiden som erstatning for diamanter i smykker.

### Padmaraga
Padmaraga er en pink-orange korund med en lav til medium farverighed og lys tone. Den blev først udvundet i Sri Lanka, men siden er de også fundet i Vietnam og Afrika. Padmaraga safirer er sjældne. Navnet stammer fra ordet for lotusblomst på singalesisk. Den mest sjældne af alle padmaraga er den helt naturlige variant, uden nogen behandling.
Padmaraga-safirer får ofte højere priser end selv de fineste blå safirer. Flere af dem er kommet på markedet som resultat af en ny kunstig behandlingsmetode: "lattice diffusion".

### Stjernesafirer
En stjernesafir er en type safir der, når den belyses rigtigt, fremviser en stjernelignende form, der kaldes en asterisme. Stjernesafirer indeholder krydsende nålelignende urenheder, ofte af mineralet rutil (der primært består af titandioxid) som får et sekstakket stjernemønster til at træde frem, når stenen ses i direkte lys.
Black Star of Queensland menes at være den største stjernesafir, der er gravet frem. Den vejer 733 karat. Star of India, der vejer 563,4 karat, menes at være den næststørste stjernesafir. Den er udstillet på American Museum of Natural History i New York City. Den 182-karat store Star of Bombay, der er på National Museum of Natural History i Washington, D.C., er et eksempel på en blå stjernesafir. Værdien af en stjernesafir afhænger ikke alene af vægten, men også farve, renhed og asterismens tydelighed.

### Farvevekslende safirer
En sjælden varietet af safirer har forskellige farver, afhængigt af lyset. Farvevekslende safirer er blå i udendørs belysning men violet under kunstigt lys; andre kan være pink i dagslys og grønlige under flouriserende lys. Nogle sten skifter farve fuldstændigt, andre kun delvist, da de blot skifter farve fra blå til blå-violet. Omend farvevekslende safirer kan findes flere steder, stammer hovedparten stadig fra ædelstensgruset i Tanzania.

Rubiner er korund med urenheder af krom, der absorberer gult-grønt lys. Det giver en dybere rubinrød farve jo højere indholdet af krom bliver. Violette safirer indeholder spor af vanadium og findes i forskellige nuancer. Korund der indeholder ~0,01% titan er farveløse. Hvis der er spor af jern i safiren, kan den antage en bleg gul til grøn farve. Hvis der både er urenheder af titan og jern bliver resultatet en enestående dyb-blå farve.
Modsat lokaliseret ("interatomar") absorption af lys, der skaber farve via urenheder af krom og vanadium, stammer safirers blå farve fra intervalens-spændingsoverførsel: overførslen af en elektron fra én metal-ion til en anden. Jern kan findes i formen Fe2+ eller Fe3+, mens titan normalt findes i formen Ti4+. Hvis Fe2+ og Ti4+ ioner imidlertid erstattes af Al3+ opstår der lokale områder med ubalance i spændingen. En elektronoverførsel fra Fe2+ og Ti4+ kan skabe en ændring i valensen for begge ioner. På grund af valensændringen er der en specifik ændring i elektronens energi, hvorved elektromagnetisk energi absorberes. Bølgelængden hos den absorberede energi svarer til gult lys. Når dette lys trækkes fra det hvide lys opstår den komplimentære farve blå. Når de atomare mellemrum er forskellige i forskellige retninger, kan blå-grøn opstå i stedet.
Intervalent spændingsoverførsel er en proces, der producerer en stærk farvefremtoning ved en lav grad af urenhed. Mindst 1% krom skal være til stede i korund for at frembringe rubinens dybe røde farve. Mens safirens blå ses ved tilstedeværelsen af blot 0,01% titan og jern.

### Behandlinger
Safirer kan behandles på forskellige metoder for at forbedre deres klarhed og farve. Det er almindelig praksis at opvarme naturlige safirer for at forbedre eller forstærke farven. Det gøres ved at opvarme safirerne med varm luft til temperaturer mellem 500 °C og 1800 °C gennem flere timer eller ved at opvarme dem i en nitrogenfattig atmosfære i syv dage eller mere. Ved opvarmningen bliver stenen mere blå i farven, men mister nogle af urenhederne af rutil (kaldet silke). Ved kraftig opvarmning mister stenen al silken og bliver gennemsigtig, når den ses under forstørrelse. Der er indicier på at safirer og andre ædelsten er blevet varmebehandlet så langt tilbage som Romertiden. Uopvarmede sten er temmelig sjældne og sælges ofte sammen med et certifikat fra en uafhængig juveler, der attesterer "ingen tegn på varmebehandling".
Diffusionsbehandlinger er noget mere kontroversielle, da de bruges for at tilføre elementer til safiren med henblik på at forbedre farven. Det er typisk beryllium, der diffunderes ind i safiren under meget høj varme, lige under safirens smeltepunkt. Oprindeligt blev der skabt orange safirer med denne proces, men nu er processen blevet forbedret, så safirer af mange forskellige farver behandles med beryllium. Det er uetisk at sælge berylliumbehandlede safirer uden at gøre opmærksom på behandlingen, og prisen bør være meget lavere end en naturlig sten, eller en der er blevet forbedret alene gennem varmebehandling. Desværre er oplysningerne sjældne.
Overfladediffusionsbehandling misbilliges generelt, fordi når der slås en splint af stenen eller den poleres eller slibes op, kan det 'padparadscha-farvede' lag forsvinde. Der findes dog diffusionsbehandlede sten, hvor farven ligger meget dybere end i overfladen. Problemet er, at behandlede padparaschasten ofte er meget svære at opdage, så det anbefales at få et certifikat fra en anerkendt juveler (som Gubelin, SSEF, AGTA og andre) inden investering i dem.
USA's Federal Trade Commission har udstedt retningslinjer for handel med sten inden for USA's grænser, der gør det obligatorisk at oplyse om enhver behandling, der har haft en betydende effekt på stenens værdi.

## Minedrift
Safirer graves frem ved minedrift i alluviumaflejringer eller fra primære underjordiske miner. De findes i Burma, Madagascar, Sri Lanka, Australien, Thailand, Indien, Pakistan, Afghanistan, Tanzania, Kenya, og Kina. Logan safiren, Star of India og Star of Bombay stammer alle fra Sri Lanka. I 2007 var Madagaskar verdens førende producent af safirer især fra aflejringer i og omkring byen Ilakaka. Før åbningen af disse miner var Australien verdens førende safirproducent (jf. opgørelse fra 1987.) I 1991 blev der fundet en ny kilde til safirer i Andranondambo i det sydlige Madagaskar. Udvindingen af safirer begyndte her i 1993, men blev opgivet få år senere på grund af besværet med at udgrave dem fra grundfjeldet.
I Nordamerika er safirer primært udvundet fra aflejringer i Montana. Depoterne der findes langs med Missouri River nær Helena, ved Dry Cottonwood Creek nær Missoula og ved Rock Creek nær Philipsburg. Fine blå Yogo-safirer findes ved Yogo Gulch vest for Lewistown. Nogle få safirer af ædelstenskvalitet er blevet fundet i området ved Franklin, North Carolina.
Safirdepoterne i Kashmir er stadig anerkendte i ædelstensindustrien, selv om højdepunktet for denne produktion fandt sted over en relativt kort periode i slutningen af det 19. århundrede og begyndelsen af det 20. århundrede.

## Syntetiske safirer
I 1902 udviklede den franske kemiker Auguste Verneuil en proces til fremstilling af syntetiske safirkrystaller. Verneuil-processen, der er opkaldt efter ham, består i at tilsætte aluminiumoxidpulver til en oxyhydrogenflamme, der derefter rettes nedad mod en hylde. Aluminiumoxiden i flammen deponeres langsomt og skaber derved en dråbeformet safir. Kemiske elementer, der skal gøre det ud for de urenheder, der findes i de naturlige sten, kan også tilsættes på denne måde, så kunstige varieteter af rubiner kan skabes. På samme måde kan alle safirens naturlige farver genskabes såvel som farver, der aldrig ses i geologien. Kunstigt safirmateriale er identisk med naturlige safirer, bortset fra at det kan fremstilles uden de fejl og inklusioner, der findes i de naturlige sten. Ulempen ved Verneuilprocessen er at dyrkede krystaller har et højt indre spændingsmoment. Mange af de metoder til fremstilling af safirer, der anvendes i dag, er variationer af Czochralski-processen, der blev opfundet i 1916. I denne proces dyppes en ganske lille flig af en safirkrystal i en kedel fyldt med ædelmetallet rhodium, tilsat smeltet aluminuimoxid, for derefter langsomt at blive trukket op af massen i en hastighed svarende til 100 mm i timen. Aluminuimoxiden krystalliserer på enden og skaber derved lange, gulerodsformede krystaller i stor størrelse, op til 400 mm i diameter og med en vægt på op til 500 kg. En sådan stor, kunstigt fremstillede krystalmasse kaldes en boule.
Syntetiske safirer fremstilles industrielt af agglomereret aluminiumoxid, der, når pulveret bearbejdes til en sammenhængende masse gennem opvarmning i en kontrolleret atmosfære, giver et gennemsigtigt polykrystallinsk og svagt porøst produkt. Anvendes mere traditionelle metoder som for eksempel Verneuil eller Czochralskis metoder fås en enkelt safirkrystal, der ikke er porøs og hvor det kan være nødvendigt at afhjælpe det indre stressmoment inden anvendelse.
I 2003 var verdens samlede produktion af safirer på 250 tons (1,25 × 109 karat), af hvilke størstedelen blev fremstillet i USA og Rusland. Tilgængeligheden af billige syntetiske safirer muliggjorde mange forskellige industrielle anvendelser af dette unikke materiale:
Den første laser – præsenteret i 1960 – blev fremstillet med en stav af syntetisk rubin. Titan-safir-lasere er populære grundet deres relativt sjældne mulighed for at indstilles til forskellige bølgelængder i det røde og nær-infrarøde område af det elektromagnetiske spektrum. De kan også relativt let mode-låses, en proces i hvilken laseren udsender ultrakorte lyspulser i størrelseordenen picosekunder (10−12 s) eller femtosekunder (10−15 s). I disse lasere bestråles en kunstigt fremstillet safirkrystal indeholdende urenheder af krom eller titan med et intenst lys fra en special lampe eller en anden laser, for på den måde at skabe stimulerede emissioner.[kilde mangler]

### Safirglas
Syntetisk fremstillet safir kan anvendes som safirglas; her er ordet "glas" en term, der ikke henviser til materialets amorfe tilstand, men snarere til dets gennemsigtighed. Safir er ikke blot yderst gennemskinneligt for lys i bølgelængder mellem 170 nm (UV-lys) og 5300 nm (infrarødt lys) (det menneskelige øje kan skelne bølgelængder fra omkring 380 nm til 750 nm), men det er også omtrent fem gange stærkere end glas og vurderes til 9 på Mohs' skala (hvor diamant, det hårdeste kendte materiale, vurderes til 10). Det er meget stærkere end sikkerhedsglas, om end ikke så stærkt som syntetisk stabiliseret zirconiumoxid (som for eksempel yttria-stabiliseret zirconia). Sammen med zirconia og aluminium oxynitrid bruges syntetisk safir som panserglas i pansrede køretøjer og forskellige personbeskyttelsesdragter i militæret, sammen med andre former for kompositte materialer.
Safirglas (der egentlig er kystallinsk) laves af rene safir-boules ved at skære tynde skiver af og polere dem. Vinduer af safirglas bruges i højtrykskamre til for eksempel spektroskopi, som krystaller i armbåndsure af høj kvalitet, og som ruder i supermarkeders stregkodescannere, da materialets exceptionelle hårdhed og brudstyrke gør det særdeles modstandsdygtigt over for ridser.
En type af Xenon gaslamper (der oprindeligt blev kaldt en "Cermax" efter det første kommercielt markedsførte produkt) bruger safirkrystalruder der kan håndtere højere termiske påvirkninger, og dermed forhøjer muligheden for lampens ydelse i forhold til konventionelle xenon gaslamper med siliciumbaserede ruder. Xenon gaslamper giver et kraftigt og klart hvidt lys og anvendes ofte i projektører, for eksempel i IMAX-biografer.

### Anvendelse som substrat for halvledende kredsløb
Tynde safirskiver bruges også som isolerende substrat i højenergi, højfrekvente CMOS integrerede kredsløb. Denne type integrerede kredsløb kendes også som Silicon on Sapphire (Silicium på Safir) eller SOS-kredsløb. De bruges især i apparater der anvender kraftige radiofrekvenser, som dem der findes i mobiltelefoner, de radioer der sidder i politiets og brandvæsenets køretøjer samt i satellitkommunikationssystemer. "SOS" tillader integration af både digitale og analoge kredsløb på samme chip.
Baggrunden for at vælge skiver af kunstig safir frem for andre materialer til disse substrater, er at safir har en temmelig lav ledningsevne for elektricitet samtidig med en meget højere ledningsevne for varme. På denne vis yder safiren god elektrisk isolering samtidig med at den effektivt hjælper til at lede den betragtelige varme, der udvikles i alle fungerende integrerede kredsløb, væk.[kilde mangler]
Når de store safir-boules er blevet dyrket skæres kernen til så den bliver cylindrisk. Fra denne cylinder kan ensartede skiver derefter skæres. Disse enkelt-krystal-skiver af safir bruges også i halvlederindustrien som et ikke-ledende substrat, hvorpå apparater baseret på Galliumnitrid (GaN) kan fremdyrkes. Anvendelsen af safir som materiale nedsætter omkostningerne betragteligt, da materialet koster omtrent en syvendedel af germanium, som ellers anvendtes. Galliumnitrid på safir anvendes almindeligvis i blå lysdioder.

## Historiske og kulturelle referencer

### Anvendelse som smykkesten
Naturligt fundne safirer bliver i overvejende grad forarbejdet til smykkesten. Gennemsigtige eller klare sten af høj kvalitet, helst uden inklusioner, bliver fortrinsvist facetslebne i den forbindelse, mens uklare sten og især stjernesafirer bliver forarbejdet til en cabochon (ordet kommer af det franske caboche, der betyder hoved), en poleret, facetløs sten. Denne behandling tjener især til at fremhæve asterismen.
Den største safir der er slebet er Star of India (Indiens Stjerne) med en vægt på 563,35 karat. Stenen, der blev fundet i Sri Lanka i 1901 af John Pierpont Morgan, blev overdraget til American Museum of Natural History, hvor den fortsat er udstillet.

### Etymologi
- Etymologisk set kan ordet safir hente sin oprindelse mange steder fra. Mest direkte fra det latinske ord sapphirus, der kommer fra det græske sappirus eller σαπφειρος (sappheiros), fra det hebræiske סַפִּיר (sappir) fra old-iransk sani-prijam, fra Sanskrit 'Shanipriya' ' (शनिप्रिय), af "shani" (शनि) der betyder "Saturn" og "priya" (प्रिय), dyrebar eller skattet, som i "skattet af Saturn".
- Det græske ord for safir er med stor sandsynlighed blevet fejlanvendt, da det oprindeligt menes at have været betegnelsen for lapis lazuli.[kilde mangler]

### Safirer historisk
- Op gennem Middelalderen begyndte europæiske juvelerer at referere til de blå korund-krystaller efter deres "safir-blå" farve; heraf kommer det moderne navn for safir.
- Der findes flere forældede og i større eller mindre grad vildledende handelsbetegnelser for stenene, herunder orientalsk aqvamarin (grønlig-blå safir), orientalsk smaragd (grøn safir) og orientalsk topas (gul safir).[kilde mangler]

### Safirer i åndeligt perspektiv
- Inden for esoterismen sættes de himmelblå varianter af safirer almindeligvis i forbindelse med egenskaber som ro, renhed og fred. Der findes intet videnskabeligt belæg for de påståede fysiske og psykologiske virkninger.[kilde mangler]
- Den katolske kirke har historisk anvendt safirens blå farve, også med tanke på at den skulle symbolisere ro og renhed; Pave Innocens 3. anbefalede sine biskopper at vælge safirer til deres fingerringe, da han mente at "denne ædelsten har alle de kvaliteter der er nødvendige for en så ærværdig position..."[32]